# Église Saint-Félix de Polisy
L'église Saint-Félix est une église située à Polisy, en France.

## Description
Elle possède une peinture monumentale sur le mur nord de la nef qui date du XVIe siècle. Un groupe sculpté représentant Jésus, Marie et Anne du XVIIe siècle. Une statue de la Vierge à l'enfant en calcaire polychrome du XIVe siècle (?).
Plusieurs verrières sont du XVIe siècle représentant la Trinité, saint Félix, les litanies de la Vierge,

## Localisation
L'église est située sur la commune de Polisy, dans le département français de l'Aube.

## Historique
L'église paroissiale était du diocèse de Langres, du doyenné de Bar-sur-Seine. Elle est du XIIe siècle pour le cœur et le sanctuaire. Le reste est du XVIe siècle et n'a que le collatéral sud et pas de transept. Les chapelles sont de largeur irrégulière et celle des seigneurs est sous le vocable de saint Jean-Baptiste ; elle accueille Jean IV de Dinteville, Claude de Dinteville mort à la bataille de Nancy en 1477, Jeanne de la Baume son épouse, Gaucher II mort le 21 mars 1530, Anne du Plessis son épouse, Guillaume de Dinteville mort en 1559.

L'édifice est inscrit au titre des monuments historiques en 1926.